# Класифікація біотопів
Класифікаці́йна схе́ма біото́пів МСОП (версія 3.0)
Перераховані типи біотопів є стандартним термінологічним набором, що описує головні риси біотопу, в якому мешкає той чи інший таксон. При використанні в документації МСОП додається (в разі наявності відомостей) до інформаційної картки виду.
Три рівні класифікації біотопів в даній системі є інтуітивно зрозумілими, позаяк вони використовують очевидні гео- та орографічні терміни, беруть до уваги біогеографічні відомості, широтну зональність та глибину (для морських біотопів). Класифікація біотопів внутрішньосуходольних замкнених водойм базується, в основних рисах, на класифікації водно-болотних угідь, запровадженій в рамках Рамсарської конвенції. З огляду на наявність певних недоліків в класифікаційній схемі, її переробка та деталізація тривають.
1. Ліс
1.1. Бореальний
1.2. Субарктичний
1.3. Субантарктичний
1.4. Помірний
1.5. Субтропічний/Тропічний сухий
1.6. Субтропічний/Тропічний вологий низинний
1.7. Субтропічна/Тропічна мангрова рослинність вище рівня припливу
1.8. Субтропічне/Тропічне болото
1.9. Субтропічний/Тропічний вологий гірський
2. Савана
2.1. Суха савана
2.2. Волога савана
3. Чагарник
3.1. Субарктичний
3.2. Субантарктичний
3.3. Бореальний
3.4. Помірного поясу
3.5. Субтропічний/Тропічний сухий
3.6. Субтропічний/Тропічний вологий
3.7. Субтропічний/Тропічний високогірний
3.8. Чагарник середземноморського типу
4. Луки
4.1. Тундра
4.2. Субарктичні
4.3. Субантарктичні
4.4. Помірного поясу
4.5. Субтропічні/Тропічні сухі низинні
4.6. Субтропічні/Тропічні сезонно вологі/затоплювані низинні
4.7. Субтропічні/Тропічні високогірні
5. Водно-болотні угіддя (внутрішньосуходольні, ВБУ)
5.1. Постійні річки/протоки/ручаї (включаючи водоспади)
5.2. Тимчасові/Переривчасті/Нерегулярні річки/протоки/ручаї
5.3. ВБУ зарослі чагарниками
5.4. Болота, драговини, торфовища
5.5. Постійні прісноводні озера (більші за 8 га)
5.6. Тимчасові/Нерегулярні прісноводні озера (більші за 8 га)
5.7. Постійні прісноводні болота/ставки (до 8 га)
5.8. Тимчасові/Нерегулярні прісноводні болота/ставки (до 8 га)
5.9. Прісноводні джерела/оази
5.10. Тундрові ВБУ (включаючи калюжі та тимчасові басейни утворені при таненні снігу)
5.11. Високогірні ВБУ (включаючи утворені при таненні снігу)
5.12. Геотермальні ВБУ
5.13. Постійні внутрішньосуходольні дельти
5.14. Постійні солоні, солонуватоводні та лужні озера
5.15. Тимчасові/Нерегулярні солоні, солонуватоводні та лужні озера та заплави
5.16. Постійні солоні, солонуватоводні та лужні болота/калюжі
5.17. Тимчасові/Нерегулярні солоні, солонуватоводні та лужні болота/калюжі
5.18. Карстові та інші підземні нідрологічні системи (внутрішньосуходольні)
6. Скелясті території (суходольні урвища, стрімчаки, гірські піки)
7. Печери та підземні біотопи (неводні)
7.1. Печери
7.2. Інші підземні біотопи
8. Пустеля
8.1. Жарка
8.2. Помірного поясу
8.3. Холодна
9. Морські неритичні (постійно занурені на континентальному шельфі або навколо океанічних островів)
9.1. Пелагічні
9.2. Субліторальні скелі та скельні рифи
9.3. Субліторальні нещільні скелі/галька/щебінь
9.4. Субліторальні піщані
9.5. Субліторальні піщано-намулові
9.6. Субліторальні намулові
9.7. Зарості макрофітів/ламінарії
9.8. Коралові рифи
9.8.1. Зовнішній канал
9.8.2. Внутрішній схил
9.8.3. Зовнішній схил
9.8.4. Лагуна
9.8.5. Мʼякий межирифовий субстрат
9.8.6. Щебінковий межирифовий субстрат
9.9. Занурені водорості
9.10. Естуарії
10. Морські океанічні
10.1. Епіпелагічні (0-200 м)
10.2. Мезопелагічні (200–1000 м)
10.3. Батіпелагічні (1000-4000 м)
10.4. Абісопелагічні (4000-6000 м)
11. Морські глибинні бентичні
11.1. Континентальний схил/Батіальна зона (200-4000 м)
11.1.1. Твердий субстрат
11.1.2. Мʼякий субстрат
11.2. Абісальна рівнина (4000-6000 м)
11.3. Абісальні гори/пагорби (4000-6000 м)
11.4. Глибоководні жолоби (>6000 м)
11.5. Підводна гора
11.6. Глибоководні джерела (рифти/просочування)
12. Морські літоральні
12.1. Скелясте узбережжя
12.2. Піщане узбережжя та/або пляжі, коси, піщані бари
12.3. Галькові та/або щебневі узбережжя та/або пляжі
12.4. Намулові рівнини та солончаки
12.5. Солоні болота (з тимчасовою рослинністю)
12.6. Відпливні басейни
12.7. Занурені мангрові кореневі системи
13. Морські берегові/супраліторальні
13.1. Морські скелі та скелясті острови
13.2. Прибережні печери/карстові полості
13.3. Прибережні піщані дюни
13.4. Прибережні солоні/солонуватоводні лагуни/морські озера
13.5. Прибережні прісноводні озера
14. Штучні суходольні
14.1. Орні землі
14.2. Пасовища
14.3. Плантації
14.4. Сади
14.5. Міські забудови
14.6. Субтропічний/Тропічний сильно деградований ліс
15. Штучні водні
15.1. Водосховища (більші за 8 га)
15.2. Ставки (до 8 га)
15.3. Ставки, зайняті під аквакультуру
15.4. Зони видобування солі
15.5. Карʼєри (відкриті)
15.6. Зони аерації каналізаційних стоків
15.7. Зони іригації (включаючи іригаційні канали)
15.8. Тимчасово затоплювані сільськогосподарські угіддя
15.9. Осушувальні та стічні канали та канави
15.10. Штучні карстові та інші підземні гідрологічні системи
15.11. Штучні морські споруди
15.12. Ставки, зайняті марикультурою
15.13. Ставки, зайняті марикультурою або солонуватоводною біологічною культурою
16. Штучні насадження
17. Інше
18. Невідоме